# 유황오리
유황오리는 유황을 먹여키운 오리, 또는 그러한 오리로 만든 한국 음식이다. 황이 들어 있는 아미노산이 풍부하다.

## 기원
이 '유황오리'의 개념은 오래전부터 있던 개념이 아니고, 인산(仁山) 김일훈(1909~1992)에게서 나온 전세계 현대 인류를 위한 처방 중 대표적인 것이다. 김일훈은 생존 시 늘 공업화학물질(농약포함)에 의한 공해독(공기와 물과 식품과 의류와 핵방사능 등/이것은 주로 결과적으로 암을 이룸)을 걱정하여 언급하였으며 가장 효과가 좋은 처방 중 하나로써 유황오리 특히 토종오리에게 식힌 보리밥에 유황을 먹여 키운 유황오리를 죽염을 비롯 몇가지 약재와 함께 흠씬(최소 하루) 달여서 자주 먹으라고 하였다. 이렇게 먹여서 키울 경우 해독력이 강력한 토종은 거의 멀쩡한데 개량종은 반은 죽고 반은 살되 살아도 비실비실하다고 했다. 여튼 제대로만 하면 체내의 독을 해소하는 것은 물론이고, 암에도 엄청난 효능이 있다고 한다. 인산 김일훈은 이 뿐만이 아니라 여러 가지 전무후무한 처방을 많이 알려주고 떠났는데 대부분의 약재는 우리 주변에서 구할 수 있는 것들이다. 다만 지금은 모든 것이 오염되고 토종종자가 동식물을 막론하고 구하기 너무 힘들다. 다만 다행인 것은 토종이 아니더라도 효과가 약하지만(약 20% 내외) 미약하게나마 있다고 하였다. 원칙적으로 유황오리를 약으로 쓰기 위해서는 하나도 버리지 않고 통째로 삶는 것을 강조하였다. 요즘은 그렇게 구하기가 쉽지 않은 것이 현실이다. 김일훈은 생전에 오리의 부리와 발톱 그리고 뇌에 해독의 힘이 응축되어 있다고 설하였다. 이는 닭에도 해당된다.

## 같이 보기
- 오리고기